# Capitão Poço (kommun)
Capitão Poço är en kommun i Brasilien.   Den ligger i delstaten Pará, i den nordöstra delen av landet, 1 500 km norr om huvudstaden Brasília. Antalet invånare är 51 899.
Följande samhällen finns i Capitão Poço:
- Capitão Poço

Omgivningarna runt Capitão Poço är huvudsakligen savann. Runt Capitão Poço är det glesbefolkat, med 16 invånare per kvadratkilometer.